# دير علي يوسف (قفل شمر)

تعديل مصدري - تعديل

دير علي يوسف هي إحدى قرى عزلة المخلاف بمديرية قفل شمر التابعة لمحافظة حجة، بلغ تعداد سكانها 35 نسمة حسب تعداد اليمن لعام 2004.